# Justin Shonga
Justin Shonga (Chipata, 5 novembre 1996 – Lusaka, 30 giugno 2024) è stato un calciatore zambiano, di ruolo attaccante.

## Biografia
Justin Shonga nacque il 5 novembre 1995 a Chipata.
Firmò con la squadra sudafricana degli Orlando Pirates alla fine del 2017, lasciando il Nkwazi F.C., club originario dello Zambia.
Il 2 febbraio 2024, Shonga si unì al Najran.
Morì a Lusaka il 30 giugno 2024 all'età di 27 anni.